# 花と太陽と雨と
『花と太陽と雨と』（はなとたいようとあめと）は、グラスホッパー・マニファクチュア開発、ビクターインタラクティブソフトウェア（現・マーベラスインタラクティブ）発売のPlayStation 2]用アドベンチャーゲーム。

## 概要
PlayStation用ソフト『シルバー事件』（1999年）の続編である。
ジャンルはアドベンチャーだが、前作『シルバー事件』の小説のように物語を読み進めるスタイルから、謎解きをメインとした「ゲームらしさ」を重視したゲーム性へと大きく進路を変えている。プレイヤーは主人公モンドスミオを介し、「キャサリン」と呼ばれる暗号解読器と、ゲーム冒頭に手に入る島のガイドブックをヒントに、暗号を解読しながらゲームを進行していく。
後にニンテンドーDS移植版の『花と太陽と雨と 終わらない楽園』（2008年）が発売された。移植するに当たって、ストーリーには関係しない新たな謎解き、万歩計、クリア後に着替えができるようになるなどの追加要素が加えられている。着替えの中には『ノーモア★ヒーローズ』（2007年）の主人公トラヴィスの服装もある。

## ストーリー
探し屋（サーチャー）を生業とする男モンドスミオは南海の孤島ロスパス(LossPass)島のホテルの支配人エド・マカリスターから「テロリストが島に隠した爆弾を探してほしい」と依頼を受け、愛車「ギグス」（トヨタ・セリカ）と共に島にやってくる。しかし、そこで彼はエドから奇妙な島の名の由来を聞く。"LossPass"の由来とは"Lost Past"。つまり「過去を失った」島だというのだ。

初めはよくわからなかったスミオだが、次第にそれを証明するかのように島で騒動が起こり始める。何度も上空で爆破される飛行機。そして気を失ってしまうスミオ。そして必ず夢に出てくるピンクのワニを連れた少女。空港に向かう途中で次々にスミオに探し物の依頼をしていく奇妙な人物たち。一歩一歩爆弾に近づいていくスミオだが、その過程で島の秘密が次第に明らかになっていく。

## 舞台
架空の国マイクロネシア連邦に浮かぶロスパス島が舞台。絶海の孤島であるが、風光明媚、常夏の楽園として観光産業が発達している。外部からのアクセスは空港とハイウェイに限られており、島内は自然保護のため特定車両以外通行が禁止されている。

島内にはビーチはもちろんのこと、遺跡や灯台、教会なども点在し、正に南の島の楽園の雰囲気を満喫できる。住民はどうやらホテル関係者とその周りの者たちだけで構成されているようだ。
ホテル"フラワー・サン・アンド・レイン"
島内唯一の宿泊施設。島にいるということは自動的にこのホテルの客ということである。5階建ての琥珀色の壁面が美しく、上空から見ると星型をしているのが特徴。設計はカントウの24区（前作『シルバー事件』参照）の都市計画を行ったイゴール・イシザカスキ。施設が非常に充実していて、プライヴェートビーチはもちろん、海を臨むダイナーやバーも設置されている。その他にもプール、映画館、プール付き専用コテージなども併設されており、充実した楽園の暮らしが満喫できる。支配人はエド・マカリスター（後述）。
カナデルカゼ教会
森の木陰に佇む教会。19世紀に島を訪れた宣教師によって建立された伝統ある教会であり、半世紀ほど前に改修されてからは主に結婚式場としても利用されている。
パワービーチ
島の南側にある白砂の美しいビーチ。ホテルに隣接するプライベートビーチの他にもこちらで海水浴が楽しめる。ビーチ全体を見舞わせるダイナーが建つ。近隣の島々に移動するにはここにある桟橋からゴムボートで使用する。
エレキ島
ロスパス島が少し離れた小島。ロスパス島の電力を賄う無人発電所がある。他に見所は無いため、通常なら人が訪れることはほとんど無い。
灯台"ビジネスタワー"
空港から最も離れた位置に建つ灯台。船の座礁を防ぐために建設された灯台で、島の人々からビジネスタワーと呼んで親しまれている。この場所から一望する海と満天の星空は格別であり、恋人たちの密会のスポットとも知られる。
スパイスショップ
島で唯一のショッピングセンター。名前から香辛料市場と間違えられがちだが、日用品から土産物まで、島への滞在に必要な物はほとんど揃う。
ランデルマン・ガーデン
島の先々代支配人ランデルマンによって造園された個人庭園。通路は生け垣によって仕切られており、かつては気軽に行ける散歩コースだったが熱帯雨林気候故に生垣の手入れが難しく、現在では迷路状に入り組んでいる箇所もある。そのため、各エリアにはフォレストナビゲーターという機械が設置されている（何故かヒットポイントと防御力が設定されている）。
マルマレバ遺跡
ランデルマン・ガーデンを超えた先の森に建つ巨大な石塔。建造物と言うより玄武岩を粗く切り出しただけのものであり、誰が何の目的で作り上げたのかは判明していない。
ロスパス空港
ロスパス島の玄関口。島の唯一の空港施設であると共に、陸路であるロスト・ハイウェイとパスト・ハイウェイのインターチェンジを兼ねており、島を訪れる人々はほぼ必ずこの空港を経由する。テロリストが爆弾を仕掛けたとされており、モンドの最終目的地となるのだが、何故かなかなか近付けない。

## ゲームシステム

### キャサリン
主人公モンドが所持する万能電算解除機。機械に限らず様々な物（生物含む）に接続し、該当する数字を入力することで謎解きやハッキングを行う。鍵の解錠や機械操作、果ては除霊やカクテル作りと言った芸当すら可能であり、本作はあらゆる謎解きや問題解決をキャサリンを使って行う。また、本作のメニュー画面はキャサリンを開く形になっており、「キャサリン画面」と言う。セーブはこの画面で任意に行える。
キャサリンを使用する局面になるとモンドの決め台詞と共にキャサリン画面に移り、この際にのみセーブが不可になり、代わりに「ジャック・イン画面」に移行可能になる。ジャック・イン画面では9本のピンジャックから合致するものを選んで対象と接続するが、どれが正しいかは分からないため一本一本試すのが基本となる。正しいピンジャックを差し込むと、「ダイアルコントロール画面」に移り、ダイアルを動かして提示された桁数の数字を入力する。正しければ「HIT」と表示されてクリアとなり、ストーリーが進行する。間違っていたら「BLANK」と表示されて通常画面に戻り、再度入力を行う。

### ガイドブック
ロスパス島のガイドブック。約50ページに渡ってロスパス島に関する様々な情報が詳細に記載されている。キャサリン画面からいつでも参照可能。
キャサリンで解く謎は何故かこのガイドブックに全ての答え、またはヒントが載っており、どの謎もガイドブックを参照しつつ考えれば答えが導き出せるようになっている。プレイヤーは謎に遭遇する度にガイドブック内の関連のありそうなページを調べ、答えを探す形となる。

### 島の移動
ゲーム開始からしばらくはホテルの中で物語が進行するが、ストーリーが進むと舞台は島内に移る。作中にはプレイヤーが利用可能な乗り物は存在せず、島中を徒歩で移動しなければならない。フィールドは広大でありファストトラベル的な瞬間移動のシステムは特定のイベントを除いて存在しないため、プレイヤーは何度も長距離の移動を強いられるが、作中でもその仕様に対しての言及がある。

### 万歩計
DS版の追加システム。下画面にモンドの歩いた歩数が表示され、一定数に達する毎に特典が解禁されていく。特典は後述の忘れ物のサーチ機能や移動速度上昇、サウンドテストなど。モンド以外を操作するパートではいくら歩いても歩数は増えない。

### 忘れ物
DS版の追加システム。各地に忘れ物（落とし物）の引換券を入れた容器が置かれており、キャサリンを使ってこれを開け、引換券をホテルのフロントに持って行くと忘れ物をモンドの物として貰える。コレクション要素であり、チャプター毎に様々な忘れ物が用意されている。容器を開けるには毎日更新される忘れ物リストに書かれた謎を解く必要がある。忘れ物の中にはコスチュームも存在し、一度エンディングを見た後は着替えが可能となっている。

## 登場人物
モンド スミオ
本作の主人公。探し屋(サーチャー)を生業とする男。依頼があれば何でも探すのが信条で、相棒はアタッシュケース入りの暗号解読器「キャサリン」。南国でも常にスーツを着こなし、大人のセリフが吐けるニヒルな男を気取っているが、愚痴が多く、女性にはモテないタイプの模様。愛車のトヨタ・セリカに「ギグス」という愛称をつけているように、持ち物に名前をつけ、なおかつそれを他人にも平然と言う癖を持つ。極度のお人好しであり、頼まれ事は断れないためトラブルにいつも巻き込まれる。
クサビ トリコ
スミオの夢の中に毎回出てくる少女。各チャプタークリア後のパートは彼女の視点で描かれ、僅かながら操作する機会もある。ピンク色のワニのペット「クリスチーナ」を飼っており、ホテルの部屋から脱走したクリスチーナを探しに島内を歩き回っている。スミオが昼間に歩いた経路を辿ることが多いらしく、その言動は時にスミオの危機を察知しているかのように見える。しかし、彼女が果たして実在するのかどうか、何を知っているのか、定かではない。スミオと同じホテルに宿泊している。
クリスチーナ
スミオの夢の中に出てくるピンク色のワニ。通称「クリス」。性別はオス。
エド・マカリスター
ロスパス島唯一のホテル「フラワー・サン・アンド・レイン」の支配人。スミオの依頼主でもある。ホストとして非常に丁寧な言葉遣いを心がけているようで、空港に向かう途中途中で本来の仕事とは違う依頼を受けてしまうスミオに対して心の底では呆れ果てているようだが、ほとんど表には出さない。逆に過剰なまでの丁寧さにはちょっとした不気味さも感じさせる。毎朝スミオに「朝食でございます」とモーニングコールをする割にはなんだかんだで一度も朝食を与えないなど、複雑怪奇な言動を全編通している。
ステファン・シャルボニエ
フランス人学者。専攻はシステム工学。同ホテルの常連で、缶詰になって論文などを執筆している。南国にいるにもかかわらず青白い顔をした独特の風貌は、いかにも文弱そうな学者だが、冒頭から主人公スミオの仕事を陰湿なやり方で妨害し、本来任務が滞る大きな原因を作ることに。よってスミオからは徹底的に嫌われるが、本人はむしろそれを喜んでいるというような非常に性質の悪い人物である。サッカー狂。
スー・スディン
ホテル「フラワー・サン・アンド・レイン」の客室係の女性。同ホテル従業員のマチの娘である。真面目な性格で職務を丁寧に遂行するが、急に眠ってしまったり、使用中の客室のベッドの下で佇むなど奇妙な言動が目立つ。生まれてから一度もロスパス島を出たことがない。
ピーター・ボックウィンクル
ロスパス島を訪れたスミオの前に初めに現れる男性。中年で小太り。フランクな性格で、島内を許可された巨大なトレーラーで走り回る。冒頭、ホテルまでスミオを送った別れ際「島の感想をたのむよ」と言い残し、去ってゆく。
スチュアート・ロック
ホテル「フラワー・サン・アンド・レイン」の従業員の男性。黒人でナリは大きいが、従業員としては半人前で、カクテルの作り方がよくわかっていない。仕事を助けてくれたスミオのことを「師匠」と呼んで慕ってくれる、気のいい若者。
ファントム・シスター
ホテルの403号室に宿泊中の女性。合衆国出身。霊媒師らしく、部屋に閉じ込められたスミオと壁越しに会話して対処法を教えてくれようとする。
マチ・スディン
ホテル「フラワー・サン・アンド・レイン」の従業員で、スーの育ての母親。ホテルでの仕事の傍らダイナーでも仕事をしており、その料理の腕はなかなかのものらしい。
ハナヤマ・ヤヨイ
ホテルの204号室に宿泊する女性。極東出身。一流企業のOLで、島の休暇を楽しみに来ているらしいが、どことなく気だるげな雰囲気がつきまとう。
本作と世界観を共有する『ムーンライトシンドローム』の逸島ヤヨイに似ているが、関連は不明。
エル・クラッシャー
ホテルの304号室に宿泊する覆面プロレスラー。失った闘魂を取り戻すためにひたすらトレーニングをしている。会う度会う度常にスクワットをやっている。極東出身。
ミスター・パイレーツ
ホテルの302号室に宿泊する元プロレスラー。エル・クラッシャーの師匠。プロレスラー時代はエル・ソウルファイトというリングネームで、ロスパスの英雄ランバージャックを打ち倒した。レスラー引退後もその闘魂伝説は健在であり、スミオにもその闘魂を分け与えた（主にキャサリン使用時）。
マリア・ニカレスク
ホテルの407号室に宿泊する東欧出身の女性。酒が入ると人格が豹変する困った性質の持ち主。職業は「天使」。
ソニー・バルボア
元売れないアクション俳優の男性で、バルボア・ブラザーズの片割れ。米国出身。現在は肉体派のコメディ俳優として活躍し、出世作にして代表作ともなった映画「女子アナ・ルイジアナ最前線」ではバイアン・サヤカと共演する。テレビの企画で船に乗って島までやってきたが、その船が転覆。荷物の大半を失った上に、身分証明ができないとの理由でホテルにチェック・インできずにいる。独自の「オレ流」論を持つ男。
タブス・バルボア
バルボア・ブラザーズの片割れで、米国出身。マシンガン・トークが持ち味だが、普段は非常に無口で、アフロのヅラをかぶらないとまったく喋らない。船の転覆でアフロが流されてしまったために、ホテルではソニーの傍らでむっつり押し黙ったままである。
カイ・ショウタロウ
極東出身の小学生で、生意気な性格の少年。少々常識はずれなこの作品の中でも規格外の問題児であり、作中の設定やグラフィックに関して、プレイヤーの（そして製作者の）「思っていても言わなかったこと」を平然と暴露する。スミオのことを「葬式野郎」と呼び、いい遊び道具のように考えているようだ。一方で、綺麗なお姉さんには弱い。
フジエダ・セイジ
ユウリとの結婚を明日に備えた青年で、非常に繊細な心の持ち主。職業はフリーター。シェルター出身の、シェルターキッズ。
オトワヤ・ユウリ
セイジの幼馴染で婚約者。天真爛漫な性格をしている。シェルターキッズ。
ケン・サクラビー
バイク便の青年。心優しい性格で、マチのことを何かと気にかけ、手に職を持つスミオのことも敬っている。しかし、生まれて一度もロスパス島を出たことがなく、都会に出たいという若者らしい希望も持っている。愛用のマウンテンバイクは大切な仕事道具。マウンテンバイクを自転車と呼ばれるのを嫌う。
カイ・ダイザブロウ
ショウタロウの父親でチョビヒゲの男性。ホテルの前で事故を起こす。威厳のある外見とは裏腹に、その本質はショウタロウ並かそれ以上に子供っぽい男性。人をからかうのが趣味。出身は極東で、官僚を勤めている。
コシミズ・ヨシミツ
極東出身の連邦捜査官。眼鏡をかけている。巨大な犯罪組織ユーロ・マスプロを追い、島を訪れる。通称「コッシー」。世界で唯一のヤマカンで捜査する刑事。特定のチャプターで操作キャラとなる。
ステップ・スディン
マチの息子で、スリやコソ泥の常習犯である青年。モヒカン頭が特徴。ある時期島の外にいたが、突然戻ってきたらしい。
レミー・ファウジル
マイクロネシア諸島出身、コシミズの相棒でもある女性連邦捜査官。自分の出生を知るために捜査官となった。捜査官としては有能だが、コシミズに捜査のついでにパシリをやらせるなど、若干強引な部分がある。特定のチャプターで操作キャラとなる。
タカオカ・グンジ
極東出身のゼネコン会社の役員。学生運動時代を懐かしむ中年で、ナツコとは深い関係にあるらしい。その行動や言動はどこをとっても怪しく、奇天烈である。
アカイ・ナツコ
極東出身の女性で、タカオカの連れ。非常に気だるい雰囲気の持ち主で、言葉も最小限。どこか地に足のつかない注文を繰り返す。
カブラギ・ハナ
極東出身の看護婦。リッツの看護を行っている。
サンダンス・リッツ
マイクロネシア諸島出身の老婆。少数部族の末裔。常に車椅子に座っている。この島にまつわるある秘密を知っているようだが、その言動からは上手く窺い知れない。
モリシマ・トキオ
『シルバー事件』のPlacebo編の主人公であり、極東出身のフリーライター。過去から逃げ出し、島にやってきた男。この島で行われた秘密を知る。
サンダンス・ショット
左目に眼帯をした謎の男。テロリストと目される。『シルバー事件』はオープニングと説明書にのみ描かれていたが本作で正式な登場を果たした。『Travis Strikes Again: No More Heroes』にもゲスト出演している。
サンダンス・MIC
エレキ島の地下で大量に出会う謎の男。
ハイエナ
ある目的を持って、ロスパス島の地下で養殖されていた。

## 開発
本作の構想は、前作である『シルバー事件』の開発後期の段階ですでに始まっており、ディレクターを担当した須田剛一は当時発売が予定されていたPlayStation 2での開発を検討していた。当初の構想では3つのゲームを1本にした3部作を検討しており、内容はそれぞれ『花と太陽と雨と』のプロトタイプ、ビルを破壊するパズルゲーム、空港を舞台にしたデザインアドベンチャーであった。しかし、この案は『シルバー事件』の発売元であったアスキーから反対され、さらに前作『シルバー事件』を制作した際にアスキー側から「常に緊張感が漂い、疲れる」との指摘を受けた事で、本作は南国を舞台にする事を決定した。また、アスキー側から空港を舞台にする事を要請され、グラスホッパー・マニファクチュア側からはホテルを舞台にする事を提案し、最終的にリゾートアイランドという舞台設定が決定された。
原案では、世界観は『ムーンライトシンドローム』（1997年）に近い形で、銃を撃つアクションアドベンチャーゲームとして制作されていたが、アスキー側より暴力描写を避けるよう要請があったため、変更を余儀なくされた。そのため、銃の代わりに「ツールナイフ」を使用する案が提案されるが、ゲームシステムがエニックスより発売されたゲーム『鈴木爆発』（2000年）に酷似している事が発覚し廃案となった。また、ホッパーマンという爆弾が仕込まれたぬいぐるみを登場させる案もあったが、ツールナイフの廃止とともに廃案となった。これに関して須田は、「仕様を変えるときに前のものを引きずっていると、破綻が生じるんです。ひとつやめるとなれば、前の仕様の残骸を取り除かないと新しいものが生まれてこないんです」と語っている。次に提案されたのが「男の七つ道具」というもので、工具箱のようなものを検討していたが、道具が七つもあると操作が煩雑になるとの理由でこれも廃案となった。その後、紆余曲折を経て登場したのがキャサリンという万能暗号解読機であり、これは須田による「ゲームをプレイするためだけに、特別なルールやシステムを修得するようにしたくない」、「操作自体の難易度を上げるのではなく、謎そのものを解いていく過程にゲーム性を出したかった」との思いから採用された。
本作のストーリーの構想は、当初は「愛」をテーマにしたものであり、そこから主題歌「F.S.R. ～アナタノタメ～」も制作された。前作『シルバー事件』で自分の立ち位置を確認するという物語を作成していたため、本作では他人との関係、他人の居場所を見出す作業を描写する事を検討していた。しかし、アスキー側より本作では須田がシナリオを執筆しない事を提案され、須田はディレクションに専念するために、シナリオ執筆は1、2本程度にし、他に4人のシナリオライターを用意したためオムニバス形式になった。また、複数のライターの用意したシナリオは個性が強く、それぞれに繋がりがなかったため、そこに一つの線を引くような形でストーリーが形成されていった。
こうして紆余曲折を経ながら開発は進んでおり、2001年3月に発売を予定していた本作だが、2000年10月の段階でアスキーより発売できないとの通達が出され、一時は発売が危ぶまれていたが、後にビクターインタラクティブソフトウェアが名乗りを上げたため事なきを得た。発売元がビクターに変更された事で、さらに細部の調整を行っていく中で、本来シナリオ内に組み込まれていたトリコに関するシナリオを別パートにした事や、キャサリンが起動する前にスミオがセリフを言うシーンに音を入れるなど、さらに変更が加えられていった。本作が完成した事により、須田は『ムーンライトシンドローム』、『シルバー事件』、『花と太陽と雨と』で3部作が終了したと発言している。
本作には『シルバー事件』より引き継いだキャラクターであるスミオ、トキオが登場するが、この件に関して須田は『シルバー事件』では対峙する事の無かった二人を引き合わせる事が狙いであったと語り、本来は『シルバー事件2』を想定していたが実現しなかったため本作での登場となったという。

## 音楽
本作の音楽を担当したのはTORNであり、TORNとは高田雅史、保本信吾の二人からなるユニット名である。本作ではクラシック音楽のカバーが多用されているが、これは保本のアイデアによるものである。高田は本作において物語の進行に合わせて曲を制作するのではなく、場所ごとに曲をつけていく事で制作した。また、一部の曲では共通のフレーズや音階を使用するなど共通点を持たせており、さらに前作『シルバー事件』のBGMの音階を使用するなど関連性を持たせている。
作曲に関しては、保本がリズムやベースのパートを担当し、高田がキーボードやシンセサイザーでメロディーを載せていく方法を取っている。
本作のタイトルの由来となったPYGの楽曲「花・太陽・雨」（1971年）は、カバー曲として使用される予定であったが、権利の関係で没になった。サウンドトラックにはテクノバージョンが収録されている。テクノバージョンを聴いた岸部一徳は、「このアレンジだったら、あの歌詞にはならなかっただろうな」と語っている。

### 主題歌
「F.S.R. ～アナタノタメ～」
- 作詞：SUDA-51
- 作曲・編曲：TORN
- レコーディング、ミックス：石川誠司
- アシスタント：鈴木高博
- 歌：柿沼芳美
- 朗読：辻野正樹
- バッキングボーカル：柿沼芳美
- キーボード&コンピュータプログラミング：高田雅史、保本信吾
- アコースティック&エレクトリック・ギター：保本信吾
- エレクトリック・ヴァイオリン：むとうみきお

DS版では「アナタノタメニII」という別の曲に差し替えられている。

### 挿入曲
「ジムノペディ#1」
- 作曲：エリック・サティ

「サマータイム」
「ス・ワンダフル」
「I Love You」
「ラプソディ・イン・ブルー」
「パリのアメリカ人」
「誰かが私を見つめてる」
「キューバ序曲」
「アイ・ガット・リズム」
- 作曲：ジョージ・ガーシュウィン

「2つのアラベスク#1」
「牧神の午後への前奏曲」
「子供の領分」
「亜麻色の髪の乙女」
「月の光」
- 作曲：クロード・ドビュッシー

「ボレロ」
「亡き王女のためのパヴァーヌ」
- 作曲：モーリス・ラヴェル

「ジ・エンターテイナー」
- 作曲：スコット・ジョプリン

「トロイメライ」
- 作曲：ロベルト・シューマン

「G線上のアリア」
- 作曲：ヨハン・ゼバスティアン・バッハ

- レコーディング、ミックス：後藤昌司
- アシスタント：坂口和代
- キーボード、コンピュータ・プログラミング：高田雅史、保本信吾
- アコースティック&エレクトリック・ギター：保本信吾
- ピアノ：高田雅史
- トロンボーン：いのうえのぼる
- トランペット：水江洋一郎、木幡光邦
- パーカッション：おいかわこうじ
- ヴァイオリン：むとうみきお

## スタッフ
- プロデューサー：水島正人
- エグゼクティブ・プロデューサー：木津精一
- スーパーバイザー：大木正明
- GHMスタッフ
  - システム・プログラム：渡辺和寿
  - タイトル・プログラム：吉尾享
  - 3Dプログラム：きむらとおる
  - シナリオ・プログラム：川上智
  - エフェクト・プログラム：中沢哲也
  - 背景モデル：石坂明彦、上田晃
  - キャラクター・モデル：くろかわりか
  - モーション・エディット：くろやぶゆうか
  - イラストレーション：宮本崇
  - サウンドトラック：高田雅史、保本信吾
  - アシスタント・ディレクター：はらだよしかず
- ピクチャー・スタッフ
  - プロデューサー：吉江敏行 (SEP)
  - アシスタント・プロデューサー：小谷晃一 (MOCAL)
  - ディレクター：井上哲夫
  - エディター：茶園一郎
  - ムービー・カメラマン：中山光一
  - VE：林雅美
  - カメラ・アシスタント：おのたかひろ
  - スチル・フォトグラファー：細野晋司
  - フォト・アシスタント：加藤太郎
  - ヘア&メイクアップ：さわだちか
  - スタイリスト：加藤和恵
  - タレント：邑野みあ、 二橋進
  - コーディネーター&ライトニング、エキップメント：USE US RENTAL
- サウンド・スタッフ
  - プロデューサー：田中伸一（ステイゴールドミュージックパブリッシングインク）、須田剛一、TORN（高田雅史、保本信吾）
- ソフトウェア・マニュアル、ガイドブック・テキスト：相良伸彦
- ソフトウェア・マニュアル、ガイドブック・デザイン：渡部久巳彦（ワズ・ワークス・デザイン）
- ガイドブック・イラストレーション：山﨑廉
- プロダクト・マネージャー：ごとうたくひろ
- PRスペシャリスト：こばやししゅういち
- アートワーク：渡部久巳彦（ワズ・ワークス・デザイン）
- スクリーンプレイ：SUDA,51、大岡まさひ、加藤さこ、MINEMINE、はらだよしかず
- ディレクター：須田剛一

## 評価
PlayStation 2版
ゲーム誌『ファミ通』の「クロスレビュー」では、8・8・9・9の合計34点（満40点）でゴールド殿堂入りを獲得、レビュアーの意見としては、「明らかに客を選ぶ。子供にはまず理解できない。不条理で不可思議な雰囲気の世界」、「伏線ありまくりのシナリオにも興味をそそられ、謎解きの手応えも十分」、「怖いくらい『知りたい』という欲求にかられてコントローラーから手が放せない。数字の謎解きは、夢中になって解いてしまうほど」、「ビジュアル面を中心とした、確固たる個性がありまくり。（中略）カッコイイと素直に言えなくても、見とれてる事実は否めない」などと評されている。
ニンテンドーDS版
ゲーム誌『ファミ通』の「クロスレビュー」では、合計29点（満40点）となっている。

## 備考
- 前作『シルバー事件』において、本作の題名である『花と太陽と雨と』が登場人物のセリフの一部として登場している。
- エド・マカリスターは(株)グラスホッパー・マニファクチュアのホームページのBBSでも管理人を勤めている。後に『killer7』（2005年）にも登場している。
- 暗号解読器がなぜキャサリンかについて「仮にテツゴロウだったら俺は仕事をしなくなるだろう？」と、『シルバー事件』の主要人物の名前をモンドに言わせている。脚本上のお遊びであり、ある意味エンディングの伏線となっている。
- 『シルバー事件』のPCリマスター版『The Silver Case』のエクストラコンテンツには須田剛一原作、竹谷州史作画による書下ろし漫画が収録されているが、この中で『シルバー事件』が『ムーンライトシンドローム』の後日談であったと判明しており、本作もまた『ムーンライトシンドローム』と世界観を共有している事となる。